# Aslan (Narnia)
Aslan (Turks voor "leeuw") is een personage uit alle delen van De Kronieken van Narnia door C.S. Lewis. Hij is een geweldige leeuw die de schepper is van Narnia. Hij is geen tamme leeuw, dus hij is autonoom en handelt zonder dat anderen hem kunnen manipuleren, maar wel volgens zijn principes, een thema in de boeken van de Kronieken.
C.S. Lewis gebruikte de figuur van Aslan om het concept van de goddelijke Logos voor kinderen wat beeldender te maken.
Hij is een mythische figuur die in alle delen van de Narnia-reeks voorkomt en beschikt over een leger van sprekende en magische dieren.
1. In Het neefje van de tovenaar schept hij de wereld van Narnia door de kracht van zijn zang.
2. Hij wordt in Het betoverde land achter de kleerkast door de Witte Heks gedood op de Stenen Tafel. Deze plek werd een heilige plaats, omdat Aslan zich vrijwillig opofferde voor de menselijke verrader Edmund en daarna uit de dood herrees. Later, maar nog voor de gebeurtenissen in Prins Caspian, werd hier de Aslanberg opgericht, over de Stenen Tafel heen.
3. In Het paard en de jongen begeleidt hij vier schepselen naar een goed einde.
4. In Prins Caspian keert hij na duizenden jaren weer fysiek naar het land Narnia terug en herstelt daar de orde.
5. In De reis van het drakenschip is het Land van Aslan het doel van de reis aan het eind van de wereld.
6. In De zilveren stoel laat hij zien dat trouw aan hem en vertrouwen in hem loont, hoe wanhopig en uitzichtloos de situatie ook lijkt te zijn.
7. In Het laatste gevecht overwint hij voorgoed het kwaad, en eindigt de wereld van Narnia door haar op te nemen in de tijdsorde van de eeuwigheid.

## Aslans andere naam
Aan het einde van De reis van het drakenschip ontmoeten de kinderen Aslan in de gedaante van een Lam. Aslan zegt dat ze weer terug moeten gaan naar hun eigen wereld. De kinderen hebben verdriet omdat ze afscheid moeten nemen van Aslan. Aslan antwoordt dat dat niet nodig is. Als de kinderen vragen of Aslan dan ook in de wereld van de mensen aanwezig is, antwoordt Hij in het Engels met "I am", wat moeilijk te vertalen is, maar een duidelijke verwijzing is naar Exodus 3:14. Aslan zegt erbij dat Hij in die wereld een andere naam heeft. Er was eens een meisje dat Lewis vroeg wat die andere naam was. Lewis gaf niet direct antwoord, maar schreef:
1. Hij kwam tegelijk met de Kerstman.
2. Hij zei dat Hij de zoon was van de Grote Keizer.
3. Hij stond toe dat Hij gedood werd door slecht volk, om iemand anders te kunnen redden.
4. Hij kwam weer tot leven.
5. Hij wordt soms als een Lam aangeduid.